# Pomps
Pomps település Franciaországban, Pyrénées-Atlantiques megyében. Lakosainak száma 297 fő (2022. január 1.). Pomps Morlanne, Arthez-de-Béarn, Arnos, Bouillon, Castillon (Arthez-de-Béarn kanton), Doazon, Géus-d’Arzacq és Hagetaubin községekkel határos.

## Népesség
A település népességének változása:
| Lakosok száma | 268  | 288  | 295  | 290  | 291  | 295  | 297  | 299  | 297  |
|               | 2013 | 2015 | 2016 | 2017 | 2018 | 2019 | 2020 | 2021 | 2022 |